# دان أوبانون
دان أوبانون (بالإنجليزية: Dan O'Bannon)‏ هو مونتير وكاتب سيناريو ومخرج وممثل أمريكي، ولد في 30 سبتمبر 1946 بسانت لويس في الولايات المتحدة، وتوفي في 17 ديسمبر 2009 بلوس أنجلوس في الولايات المتحدة بسبب مرض.

## أعمال

### أفلام
- (1979) فضائي[8][9][10][11]
- (1986) فضائيون[12][13][14]
- (1990) توتال ريكول[15]
- (2007)  قداسة[16][17][18]

## وصلات خارجية
- دان أوبانون على موقع IMDb (الإنجليزية)
- دان أوبانون على موقع ألو سيني (الفرنسية)
- دان أوبانون على موقع أول موفي (الإنجليزية)
- دان أوبانون على موقع قاعدة بيانات الأفلام السويدية (السويدية)
- دان أوبانون على موقع إن إن دي بي (الإنجليزية)
- دان أوبانون على موقع قاعدة بيانات الفيلم (الإنجليزية)
- دان أوبانون على موقع كينوبويسك (الروسية)